# Liolaemus pacha
Liolaemus pacha — вид ігуаноподібних ящірок родини Liolaemidae. Ендемік Аргентини.

## Поширення і екологія
Liolaemus pacha відомі з типової місцевості, розташованої в департаменті Тафі-дель-Вальє в провінції Тукуман, на висоті 2725 м над рівнем моря. Вони живуть у високогірних чагарникових заростях пре-пуни, серед скель. Ведуть денний, наземний спосіб життя. Є всеїдними, відкладають яйця.